# Di-terc-butyl-iminodikarboxylát
Di-terc-butyl-iminodikarboxylát je organická sloučenina se vzorcem [(CH3)3COC(O)]2NH. Jedná se o bílou pevnou látku rozpustnou ve většině organických rozpouštědel. Používá se jako rektant při přípravě primárních aminů z alkylhalogenidů; jiným způsobem přípravy aminů je například dehydratace alkoholů, známá jako Micunobova reakce.
Při syntézách je tato látka deprotonována za vzniku draselné soli, která je poté N-alkylována. Použité terc-butyloxykarbonylové chránicí skupiny lze po provedení reakce snadno odstranit.